# Geir Botnen

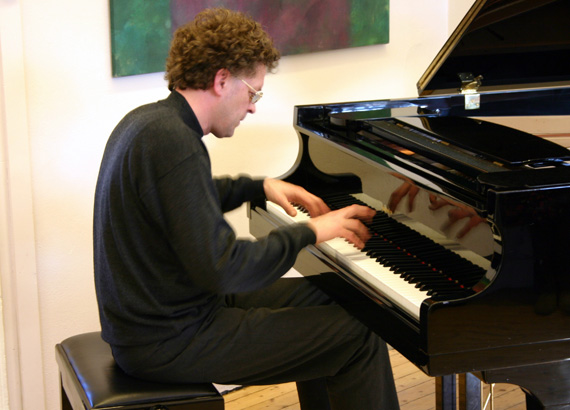
Geir Botnen spielt Klavier

Geir Botnen (* 27. Februar 1959 in Kvam) ist ein norwegischer klassischer Pianist. Sein Repertoire reicht von Barock bis in die Moderne und umfasst unter anderem Mozart und Beethoven, bekannt wurde er aber vor allem mit den Klavier-Werken von Edvard Grieg und Geirr Tveitt. Er trat als Solist mit einer Reihe von norwegischen und internationalen Orchestern unter Dirigenten wie Alan Gilbert, Arvid Jansons, Dmitri Kitajenko und Edward Serow auf.

## Diskografie
- Geirr Tveitts Femti folketonar frao Hardanger opus 150 (Vest-Norske Plateselskap) 1983
- Norske folkeviser og slåtter opus 66 og 72 av Edvard Grieg (med Reidun Horvei og Knut Hamre) (Simax)
- 20. årh. Fløytemusikk (med Ingela Øien) (Simax) 1994
- Miniatures Bit 2 0 Ensemble (Simax)
- Geirr Tveitt sonate nr 29, Solguden dans og andre klaverstykker (Simax) 1995
- Geirr Tveitt: Piano Works (Simax) 1995
- Grieg i Hardanger (Simax) 1996
- Tveitt: Fifty Folk Tunes from Hardanger (med Reidun Horvei) (Simax) 1996
- Heaven My Dream (med Rhoda Achieng Gravem) (Lynor) 1996
- Our song is done (med koret Voci Nobili) (Bergen Digital Studio) 2007
- Diverse Artister: I Dovregubbens Hall – Grieg for barn (Barneselskapet) 2007
- Vi skal ikkje sova bort sumarnatta (med koret Acta Musicae) (Cantando Musikkforlag) 2011